# 斯洛伐克憲法
斯洛伐克憲法，官方名稱為斯洛伐克共和國憲法 ，是斯洛伐克的現行憲法。他於1992年9月1日由斯洛伐克國民議會通過，並於1992年9月3日於布拉提斯拉瓦城堡騎士大廳簽署。1992年10月1日生效 (部分於1993年1月1日生效)。
9月1日被定為憲法日以為紀念。